# Stanisław Galijew
Stanisław Siergiejewicz Galijew, ros. Станислав Сергеевич Галиев (ur. 17 stycznia 1992 w Moskwie) – rosyjski hokeista, reprezentant Rosji, olimpijczyk.

## Kariera
- Dinamo Moskwa do lat 16 (2006/2007)
- Indiana Ice (2008/2009)
- Saint John Sea Dogs (2009–2012)
- Hershey Bears (2012–2017)
- Reading Royals (2012–2014)
- Washington Capitals (2015–2016)
- Ak Bars Kazań (2017-2021)
- Dinamo Moskwa (2021-2022)
- Ak Bars Kazań (2022-)

Wychowanek Dinama Moskwa. W sezonie 2008/2009 grał w amerykańskich rozgrywkach USHL w barwach drużyny Indiana Ice. Następnie, w drafcie do kanadyjskich rozgrywek juniorskich CHL z 2009 został wybrany przez klub Saint John Sea Dogs z numerem 1. W jego barwach spędził trzy sezony w lidze QMJHL w ramach CHL. Po pierwszym z nich w drafcie NHL z 2010 został wybrany przez Washington Capitals. W sierpniu 2011 podpisał z tym klubem kontrakt wstępujący do NHL, a połowie 2015 przedłużył umowę o dwa lata. Po zakończeniu gry w QMJHL od 2012 przez kolejnych pięć lat grał w zespołach farmerskich tego klubu, Hershey Bears w AHL i Reading Royals w ECHL, a w barwach samej drużyny Capitals występował w edycjach NHL (2014/2015) i NHL (2015/2016). W lipcu 2017 został zawodnikiem Ak Barsa Kazań w rozgrywkach KHL. Wiosną 2019 przedłużył umowę o dwa lata. Od maja 2021 zawodnik macierzystego Dinama Moskwa. W połowie 2022 powrócił do Ak Barsa.
W barwach reprezentacji Rosyjskiego Komitetu Olimpijskiego uczestniczył w turnieju zimowych igrzysk olimpijskich 2022.

## Sukcesy

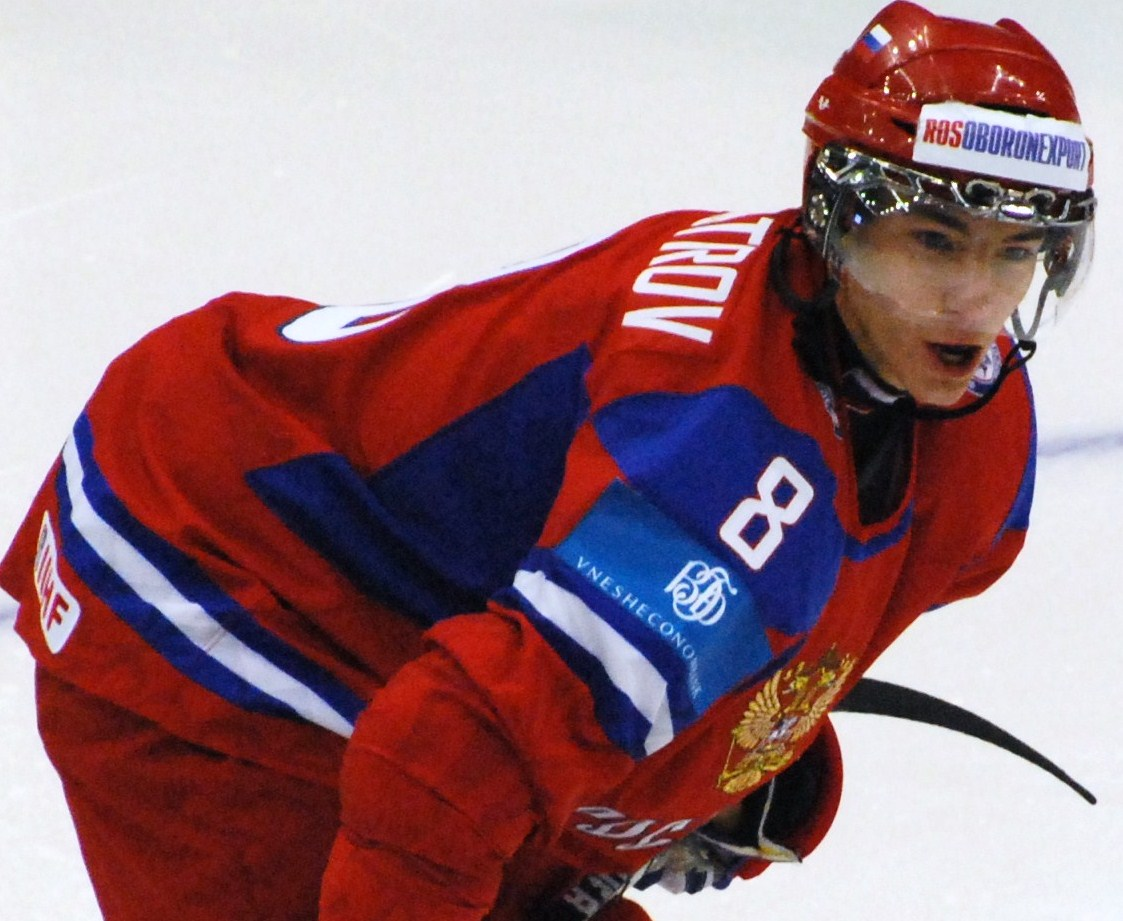
Aleksandr Burmistrow w barwach Rosji na MŚ do lat 18 w 2009

Reprezentacyjne
- Srebrny medal Memoriału Hlinki: 2010 z Rosją do lat 18
- Srebrny medal zimowych igrzysk olimpijskich: 2022 z Rosyjskim Komitetem Olimpijskim

Klubowe
- Clark Cup – mistrzostwo USHL: 2009 z Indiana Ice
- Pierwsze miejsce w Dywizji Atlantyckiej w sezonie zasadniczym QMJHL: 2010, 2011, 2012 z Saint John Sea Dogs
- Trophée Jean Rougeau – pierwsze miejsce w sezonie zasadniczym QMJHL: 2010, 2011, 2012 z Saint John Sea Dogs
- Finał QMJHL: 2010 z Saint John Sea Dogs
- Coupe du Président – mistrzostwo QMJHL: 2011, 2012 z Saint John Sea Dogs
- Memorial Cup – mistrzostwo CHL: 2011 z Saint John Sea Dogs
- Mistrzostwo dywizji ECHL; 2013, 2014 z Reading Royals
- Mistrzostwo konferencji ECHL; 2013 z Reading Royals
- Kelly Cup – mistrzostwo ECHL: 2013 z Reading Royals
- Frank Mathers Trophy: 2015 z Hershey Bears
- Presidents’ Trophy: 2016 z Washington Capitals
- Pierwsze w Dywizji Charłamowa w sezonie regularnym: 2018, 2020 z Ak Barsem Kazań
- Pierwsze w Konferencji Wschód w sezonie zasadniczym: 2018, 2020 z Ak Barsem Kazań
- Puchar Gagarina: 2018 z Ak Barsem Kazań
- Złoty medal mistrzostw Rosji: 2018 z Ak Barsem Kazań
- Srebrny medal mistrzostw Rosji: 2020 (uznaniowo) z Ak Barsem Kazań
- Puchar Otwarcia: 2020 z Ak Barsem Kazań
- Brązowy medal mistrzostw Rosji: 2021 z Ak Barsem Kazań

Indywidualne
- USHL (2008/2009):
  - Skład gwiazd pierwszoroczniaków
  - Skład gwiazd sezonu
- QMJHL i CHL (2009/2010):
  - Skład gwiazd pierwszoroczniaków QMJHL
  - Pierwsze miejsce w klasyfikacji asystentów wśród pierwszoroczniaków w sezonie zasadniczym QMJHL: 45 asyst
  - CHL Top Prospects Game
- QMJHL (2011/2012):
  - Pierwsze miejsce w klasyfikacji strzelców w fazie play-off: 16 goli
  - Pierwsze miejsce w klasyfikacji kanadyjskiej w fazie play-off: 34 punkty
- KHL (2017/2018):
  - Pierwsze miejsce w klasyfikacji strzelców w fazie play-off: 10 goli
  - Czwarte miejsce w klasyfikacji kanadyjskiej w fazie play-off: 15 punktów
  - Pierwsze miejsce w klasyfikacji +/- w fazie play-off: +10
- KHL (2019/2020):
  - Najlepszy napastnik tygodnia - 24 lutego 2020[8]
- KHL (2020/2021):
  - Trzecie miejsce w klasyfikacji strzelców zwycięskich goli meczowych w fazie play-off: 3 gole
- KHL (2021/2022):
  - Najlepszy napastnik miesiąca - listopad 2021[9]
  - Drugie miejsce w klasyfikacji strzelców w sezonie zasadniczym: 25 goli
    - Drugie miejsce w klasyfikacji strzelców zwycięskich goli meczowych w sezonie zasadniczym: 6 goli
- KHL (2022/2023):
  - Trzecie miejsce w klasyfikacji strzelców zwycięskich goli meczowych w fazie play-off: 3 gole